# AS Sotema
Association Sportive Sotema é um clube de futebol de Madagascar, fumdado em Mahajanga. Atua no THB Champions League.

## Títulos
- Campeonato Malgaxe de Futebol.

1985, 1989, 1991, 1992
- Copa de Madagascar

1978, 1979, 1982.

## Performance nas competições da  CAF
- African Cup of Champions Clubs: 4 aparição

1986: primeira rodada
1990: primeira rodada
1992: segunda rodada
1993: segunda rodada
- Recopa Africana: 3 aparição

1979 - Quartas-Finais
1980 - Primeira Rodada
1983 - Segunda Rodada